# Яне Велинов
Яне Велинов е български революционер, деец на Вътрешната македоно-одринска революционна организация и на Македонската федеративна организация.

## Биография
Роден е в 1886 или в 1888 година в малешевското село Цера, тогава в Османската империя. Присъединява се към ВМОРО. При избухването на Балканската война в 1912 година е доброволец в Македоно-одринското опълчение на Българската армия и служи в партизански взвод № 35 на Симеон Клинчарски, 14-а воденска дружина и в Сборната партизанска рота.
След като родният му край попада в Сърбия след Междусъюзническата война, продължава с революционната си дейност. В 1914 година е четник на Георги Траянов. В същата година навлиза с малка чета от трима души в Македония. През март – април 1915 година действа със самостоятелна чета, а по-късно през септември е с войводата Симеон Клинчарски.
| Малка кочанска чета, 1914 година | Малка кочанска чета, 1914 година | Малка кочанска чета, 1914 година | Малка кочанска чета, 1914 година | Малка кочанска чета, 1914 година |
| Номер                            | Име                              | Селище                           | Околия                           | Забележка                        |
| -------------------------------- | -------------------------------- | -------------------------------- | -------------------------------- | -------------------------------- |
| 1.                               | Стефан Соколов                   | Речани                           | Кочанско                         |                                  |
| 2.                               | Яне Велинов                      | Цера                             | Кочанско                         |                                  |
| 3.                               | Христо Петров                    | Дълги дел                        | Кочанско                         |                                  |

| Четата на Яне Велинов, 1 март 1915 – 24 април 1915 година | Четата на Яне Велинов, 1 март 1915 – 24 април 1915 година | Четата на Яне Велинов, 1 март 1915 – 24 април 1915 година | Четата на Яне Велинов, 1 март 1915 – 24 април 1915 година | Четата на Яне Велинов, 1 март 1915 – 24 април 1915 година |
| Номер                                                     | Име                                                       | Селище                                                    | Околия                                                    | Забележка                                                 |
| --------------------------------------------------------- | --------------------------------------------------------- | --------------------------------------------------------- | --------------------------------------------------------- | --------------------------------------------------------- |
| 1.                                                        | Стефан Соколов                                            | Речани                                                    | Кочанско                                                  |                                                           |
| 2.                                                        | Миленко Стоименов                                         | Цера                                                      | Кочанско                                                  |                                                           |
| 3.                                                        | Лазо Мишов                                                | Умин дол                                                  | Кумановско                                                |                                                           |
| 4.                                                        | Гиго Манов                                                | Соколарци                                                 | Кочанско                                                  |                                                           |
| 5.                                                        | Стоян Трайчов                                             | Търкане                                                   | Кочанско                                                  |                                                           |
| 6.                                                        | Йордан Мишов                                              | Чифлик                                                    | Кочанско                                                  |                                                           |
| 7.                                                        | Коле Донев                                                | Горни Подлог                                              | Кочанско                                                  |                                                           |

След Първата световна война първочачално се занимава с разбойничество и по-късно Велинов става активист на Македонската федеративна организация, влязла в конфликт с възстановената от Тодор Александров Вътрешна македонска революционна организация и подкрепяща правителството на Александър Стамболийски. Според Иван Михайлов през юни 1921 година федералистка чета в състав Велинов, Мите Соколарски, Сандо Пехливана, Йорде Ефтимов и Санде Алексов от Гърдовци и Лазо Трогерски влиза в турското село Якимово, Кочанско, събира селяните, убива двама и изтезава останалите за пари. След като четниците събират около 200 турски лири, са принудени да бягат от селото, тъй като един местен жител открива стрелба. На 21 юли 1921 година чета в състав Ване Арсов, Мите Соколарски, Яне Велинов, Сандо Пехливана, Мане Стоянов, Пане Ефтимов, Гио Соколарски, Йордан Ефтимов, Сане Алексов, Лазо Трогерски, Дане, Алекси и Богдан от Църнилище влиза в Кьоселари, Светиниколско, зверски изтезава и ограбва 600 лири от Ферид бей, а слугата му убива. На 23 юли същата чета ограбва кехаите и по-заможните власи в колибите на връх Чатала, Плачковица. През юли 1921 година в България по заповед на министър Александър Димитров убиват известния кочански войвода Симеон Георгиев Клинчарски. Според Михайлов за убийството допринасят „разбойниците Яне Велиновъ и др., които Симеонъ преследваше заради грабежите, които вършиха въ Македония“.
След неуспешния опит да нахлуят в Македония и да убият Тодор Александров (24 април – 8 май 1922) федералистите Григор Циклев, Мите Соколарски, Ване Арсов и Яне Велинов се установяват в Кюстендил, където започват грабежи и убийства и събират данък от името на МФО. Междувременно в Цера съпругата му е изнасилена от секретаря на Царево село с пет жандармеристи. През септември 1922 година федералистка чета, начело с Ване Арсов, в която влизат Велинов, Григор Циклев, Мите Соколарски, Санде Пехливана, Стоян Чочков, Наке Шанев и други, извършва по-голямата част от жестокостите по време на така наречените Търновски събития. След завръщането от Търново федералистката чета се установява в София, където убива войводата Михаил Радев, сподвижник на Тодор Александров. Тези действия водят до Кюстендилската акция на ВМРО, при която Велинов е заловен от четниците на Иван Бърльо.